# Nicola Caccia
Nicola Caccia (* 10. April 1970 in Castello di Cisterna) ist ein ehemaliger italienischer Fußballspieler und heutiger -trainer.
Der Stürmer begann seine Karriere 1987 beim FC Empoli und hatte schon in seiner ersten Saison als Siebzehnjähriger sein Serie-A-Debüt. Der Klub konnte die Liga aber nicht halten und stieg danach sogar in die Serie C1 ab. 1991 wechselte Caccia wieder in die Serie A zum AS Bari. Schon im November wurde er aber an den Zweitligisten FC Modena ausgeliehen. 1992 ging er zum Serie-A-Klub AC Ancona, mit dem er jedoch abstieg und dann bis 1995 in der Serie B spielte. Mit Ancona erreichte er das Endspiel der Coppa Italia 1993/94, wo man aber Sampdoria Genua unterlag. 1995 wechselte Caccia wieder in die Serie A zu Piacenza Calcio und nach einem Jahr zum SSC Neapel. Mit Neapel erreichte er das Finale der Coppa Italia 1996/97, wo sich erst nach Verlängerung Vicenza Calcio durchsetzte.
Danach ging Caccia zu Atalanta Bergamo, mit denen er aber 1998 abstieg. 2000 schaffte er mit Bergamo den Wiederaufstieg. Er wechselte aber zu seinem alten Verein Piacenza Calcio, mit dem er 2001 in die Serie A aufstieg und mit 23 Toren Torschützenkönig wurde. Schon im September 2000 war er bei einer Dopingkontrolle positiv auf Nandrolon getestet und deswegen ab Mai 2001 für vier Monate gesperrt gewesen. Piacenza hielt aber an ihm fest und konnte die Klasse halten. Im Januar 2003 ging er zum Ligakonkurrenten Como Calcio, mit dem er den Abstieg nicht verhindern konnte. Im Sommer wechselte er zum Zweitligisten CFC Genua, bei dem er 2006 seine Laufbahn beendete.

## Erfolge
- Aufstieg in die Serie A: 1999/2000, 2000/01
- Torschützenkönig der Coppa Italia: 1999/2000
- Torschützenkönig der Serie B: 2000/01